# Heinrich Keitler

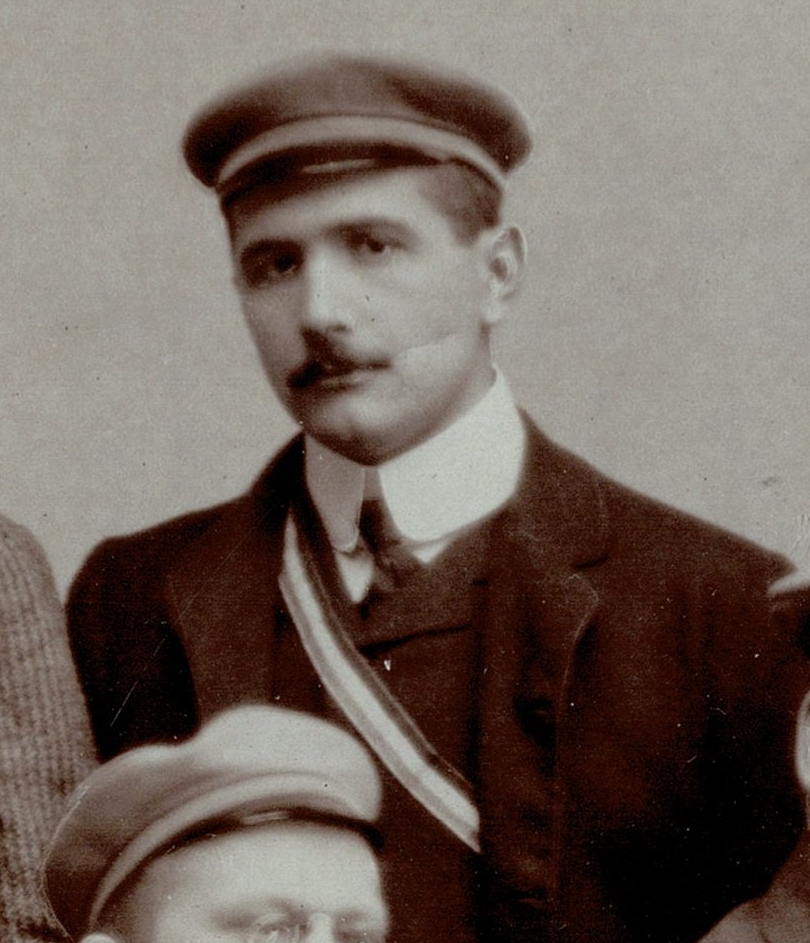
Heinrich Keitler (1902)

Heinrich Keitler (* 31. Mai 1874 in Wien; † 6. April 1937 ebenda) war ein österreichischer Hochschullehrer für Gynäkologie und Geburtshilfe.

## Leben
Keitler studierte an der Universität Wien Medizin und wurde 1894 im Corps Alemannia Wien recipiert. 1898 wurde er zum Dr. med. promoviert. Seine ärztliche Ausbildung begann er an der Klinik von Edmund von Neusser und der I. Chirurgischen Universitätsklinik. Von 1889 bis 1905 war er an der Universitätsfrauenklinik bei Rudolf Chrobak. 1906 habilitierte er sich an der Universität Wien für Geburtshilfe und Gynäkologie. 1913 wurde er zum Abteilungschef der gynäkologisch-geburtshilflichen Station des Kaiser-Franz-Joseph-Ambulatorium und Jubiläumsspital der Stadt Wien berufen. 1920 wurde er zum a.o. Professor ernannt. Keitler zeichnete sich sowohl durch Diagnostik als auch Operationstechnik aus. Über viele Jahre war er einer der meist geschätzten Geburtshelfer und gynäkologischen Operateure Wiens. Sein Spezialgebiet waren die Uteruskarzinome.

## Werk
- Über das anatomische und funktionelle Verhalten der belassenen Ovarien nach Exstirpation des Uterus. Monatsschrift für Geburtshilfe und Gynäkologie 20 (1904), S. 686 ff.